# Juana Payaba Cachique
Juana Griselda Payaba Cachique (Tambopata, 1966) es una lideresa peruana de etnia shipiba, activista por los derechos humanos y defensora ambiental contra la tala y la minería ilegales en la Amazonía sur de su país. Fue la primera presidenta de la comunidad nativa Tres Islas en 2003, y en 2009. En 2016 recibió el Premio al Liderazgo Comunitario "Standard-Setter" de la Alianza para Bosques.

## Biografía
De padres shipibos, es la tercera de trece hermanos. Nació en la Comunidad Nativa Tres Islas, poblada por ese'ejjas, shipibos y asháninkas, de las familias lingüísticas pano y tacana, y mestizos, asentada en la subcuenca del río Madre de Dios, en el distrito de Tambopata.
Se considera como todos los shipibos una persona dialogante. Ella y cuatro de sus hermanos han ejercido en algún momento el cargo de presidentes de su comunidad. Juana fue la primera presidenta de la Comunidad Tres Islas en el año 2003, y fue reelegida en el año 2009.
Su esposo es Adolfo Cagna Andaluz, un líder asháninka en la lucha por el derecho a ser reconocidos como pueblo indígena.

## Denuncia, criminalización y sentencia
Cansados de ser desatendidos por las autoridades encargadas de evitar el ingreso ilegal a sus tierras, los miembros de la comunidad de Tres Islas decidieron en los primeros días de agosto de 2010 construir una caseta de vigilancia y una puerta para controlar la entrada y salida de los vehículos de suministro minero. Los Pioneros SRL y Los Mineros SAC, dos supuestas "empresas de transporte" que operaban en la vía de acceso a Isla Terres, denunciaron a Juana Payaba y a tres miembros de la directiva comunal ante el Poder Judicial por impedir el libre tránsito quela Constitución Política garantiza a todos sus ciudadanos.
En cuestión de horas, la comunidad pasó de demandantes a demandados. El Poder Judicial de la región Madre de Dios sancionó a la comunidad por obstruir el libre tránsito de mineros y Juana Payaba criminalizada. La policía, que anteriormente había estado al margen, ingresó al territorio de la comunidad como parte de la ley para restablecer el statu quo y, a fines de agosto, retiró la tranquera colocada por miembros de la comunidad y dañó la caseta de control.
Frente a esta situación y con el apoyo de la abogada Raquel Yrigoyen Fajardo, la Corte Interamericana de Derechos Humanos (CIDH) y su comunidad, inició un proceso judicial que llegó hasta el Tribunal Constitucional (TC). La sentencia del Tribunal Constitucional del 11 de septiembre del año 2012 declaró fundada la demanda por la afectación del derecho a la propiedad de la tierra comunal y del derecho a la autonomía comunal de la Comunidad Nativa Tres Islas, declaró nula la resolución expedida por la Sala Mixta y Penal de Apelaciones de la Corte Superior de Justicia de Madre de Dios, y ordenó que cesaran los actos de violación de territorio de la propiedad comunal y de autonomía de la Comunidad Nativa Tres Islas.

## Impulso del comercio sostenible
Tras la sentencia del Tribunal Constitucional, los líderes de la comunidad de Tres Islas decidieron. Inmediatamente contactaron a expertos de Rainforest Alliance, una ONG con la que han estado trabajando en otros proyectos desde 2011, para encontrar formas de convertir su propiedad en recursos. Así nació la marca OHEE (ohee en idioma ese eja significa 'trabajo en común'), creada por una asociación de comunidades locales. La comunidad se dio cuenta de que el manejo adecuado del bosque era la mejor garantía para su protección logrando que los taladores y mineros ilegales no volvieran más al territorio de la comunidad.
Con la exportación de madera y nueces la líder indígena ha logrado mejorar la vida de más de 300 indígenas en la comunidad de Tres Islas. En 2015 exportaron más de 4000 toneladas de nueces equivalentes a 31 millones de dólares. Payaba denunció que la minería ilegal es una actividad extractiva que daña los ríos, la fuente de agua requerida para el cultivo de los alimentos de la comunidad. El caso es emblemático al detener el avance de la minería y la tala ilegal en la región de Madre de Dios.

## Premios
En 2016 recibió el Premio al Liderazgo Comunitario "Standard-Setter" de Rainforest Alliance, organización internacional ambientalista fundada en 1986, tras su lucha por la defensa de los derechos indígenas.